# Colline-Beaumont
Colline-Beaumont ist eine französische Gemeinde mit 129 Einwohnern (Stand: 1. Januar 2022) im Département Pas-de-Calais in der Region Hauts-de-France. Sie gehört zum Arrondissement Montreuil und zum Kanton Berck. 

## Lage
Die Gemeinde Colline-Beaumont liegt in der Landschaft Marquenterre nahe der Mündung des Flusses Authie, der die Grenze zum Département Somme markiert, in den Ärmelkanal (Opalküste). Nachbargemeinden von Colline-Beaumont sind Conchil-le-Temple im Norden, Tigny-Noyelle im Osten, Villers-sur-Authie im Süden sowie Quend im Süden und Südwesten. An der Ostgrenze der Gemeinde verläuft die Autoroute A16.

## Bevölkerungsentwicklung
| Jahr                       | 1962 | 1968 | 1975 | 1982 | 1990 | 1999 | 2006 | 2013 | 2022 |
| -------------------------- | ---- | ---- | ---- | ---- | ---- | ---- | ---- | ---- | ---- |
| Einwohner                  | 121  | 93   | 92   | 74   | 94   | 118  | 140  | 133  | 129  |
| Quellen: Cassini und INSEE |      |      |      |      |      |      |      |      |      |

## Sehenswürdigkeiten

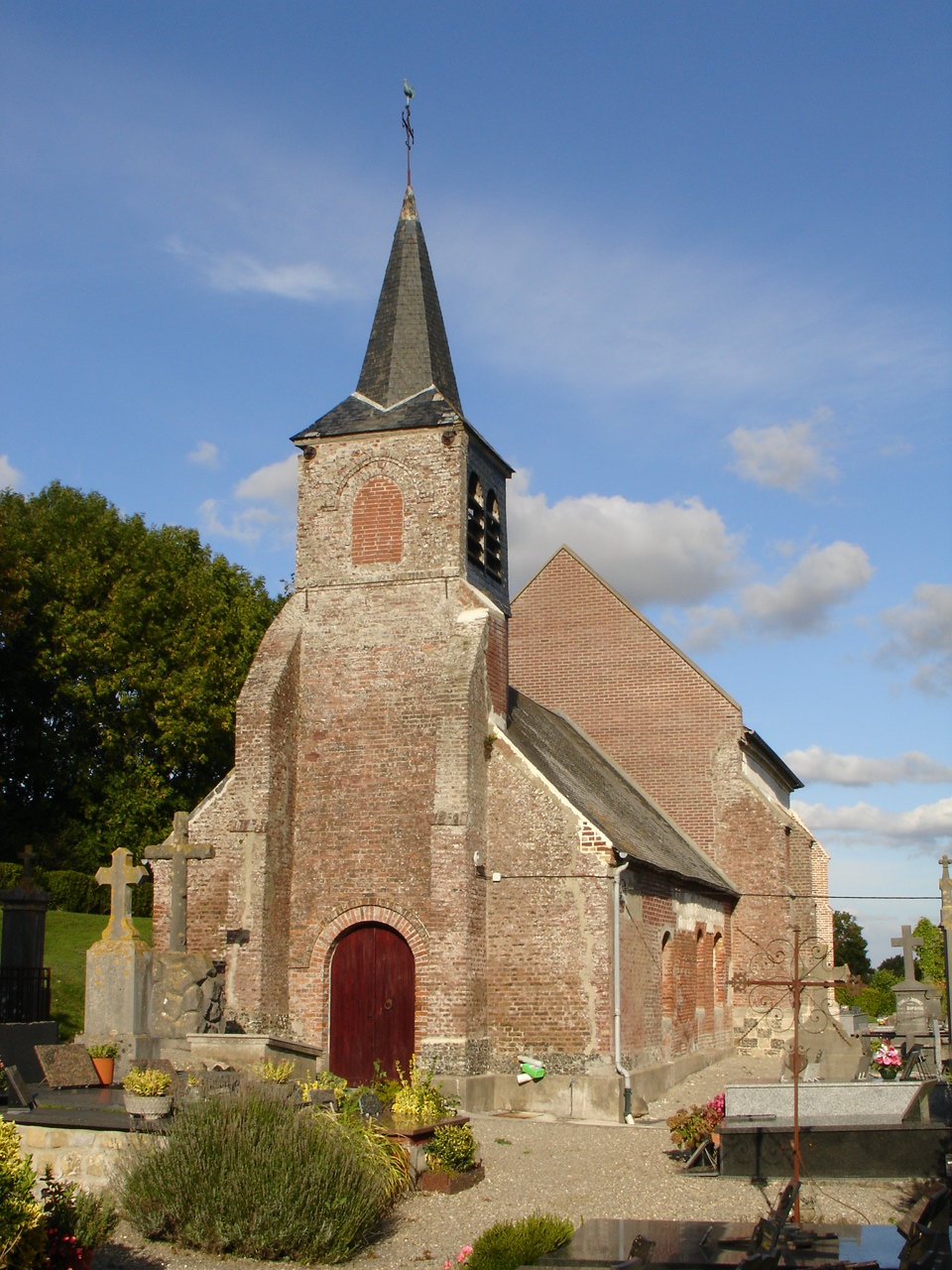
Kirche Saint-Martin

- Kirche Saint-Martin